# Каустический магнезит
Каусти́ческий магнези́т — компонент строительных материалов (цемента, бетона и др.). Одно из двух широко распространённых магнезиальных вяжущих (магнезиальных смесей) (второе — каустический доломит). 
Химическая формула каустического магнезита — MgO.
Получают или обжигом природного магнезита при температуре от 600°C до 800°C (при более высоких температурах MgO переходит в пирокластическое состояние, теряя вяжущие свойства) или улавливанием пыли, образующейся при производстве спечённого периклазового порошка:
{\displaystyle {\mathsf {MgCO_{3}\xrightarrow {800^{o}C} \ MgO+CO_{2}\!\uparrow }}}
Каустический магнезит реагирует с водой (лучше — в присутствии катализаторов) с образованием гидроксида магния:
{\displaystyle {\mathsf {MgO+H_{2}O\xrightarrow {MgSO_{4},MgCl_{2}} \ Mg(OH)_{2}}}}
На этой реакции основано затвердевание (схватывание) этого материала. Чем выше концентрация солей-катализаторов в растворе затворения, тем медленнее схватывается каустический магнезит, но зато приобретает более высокую прочность. Также наряду с гидроксидом магния в присутствии MgCl2 образуется гидрооксохлорид магния 3MgO·MgCl2·6H2O, что повышает прочность смеси.